# Karacs Teréz
Nemes Karacs Teréz (Pest, 1808. április 18. – Békés, 1892. október 7.) pedagógus, író, a nőnevelés egyik úttörője. Takács Ádám lelkész unokája, Besnyei György ükunokája.

## Életpályája
Apja nemes Karacs Ferenc rézmetsző és térképész volt, anyja nemes Takács Éva író, Takács Ádám rákospalotai, majd váci lelkész leánya. Az anyjának a családja az 1694. szeptember 10-én armálist szerzett nemes Takács másképp Deák család volt. Házukban gyakran megfordultak a kor szellemi vezetői, például Fáy András, Kazinczy Ferenc, Garay János, Vörösmarty Mihály és Kölcsey Ferenc. Katona József lakott is náluk egy ideig, itt írta meg a Bánk bánt. De gyakori vendég volt házuknál Virág Benedek is, aki a család otthonát csak Karacs Tusculánumnak nevezte. A szülők bátorították lányuk tanulását, bár ez elsősorban önképzést jelentett. A protestáns népiskolai (a Kálvin téri református iskolában) képzésen kívül egyéb, felsőfokú képzésben nem részesült, de mégis nagy műveltségre tett szert köszönhetően szüleinek és baráti körüknek. Édesanyjától a műveltségen kívül gyakorlati tudást is kapott; megtanult fehérneműt varrni, később pedig a selyemhajfodrok készítésének mesterségét.
Első írása, egy találós kérdés, 1823-ban jelent meg a Hasznos mulatságok című lapban. 1824 októberétől tíz hónapon keresztül a bécsi Márton József professzor családjának vendégszeretetét élvezte. 1828-ban a nyarat Mezőtúron tölti lelkész barátjánál, Szabó Pálnál. Itt ismerkedik meg az ott káplánkodó Jakab Istvánnal; szerelmük beteljesületlen maradt, de életük végéig jó barátok maradtak.
Első novellája 1833-ban jelent meg Mátray Gábor Vajda Péter és Jankovich Miklós buzdítására a Regélő című lapban. Ezt követően folyamatosan publikált verseket, műfordításokat, pedagógiai és politikai jellegű cikkeket egyaránt a Rajzolatok, Életképek és honderű című lapokban.
Az 1838-as árvíz megrendítette a család anyagi helyzetét, ugyanebben az évben halt meg édesapja és két testvére (Ferenc és Árpád) is. Édesapja halála után házvezetőnői állást vállalt Máramarosszigeten, Kállay István és neje, Blaskovich Amália háztartásában. Ebben az időben egyre kevesebbet ír, és inkább tudományos mint szépirodalmi munkái jelennek meg. Egyik ilyen írása az Életképek című lapban jelent meg és a nőnevelés kérdésével foglalkozott. Az írással nagy feltűnést keltett és egyszerre több helyre is hívták nevelőnőnek.
A miskolci református nőnevelő intézet 1846. szeptember 8-án nyílt meg elsőként az ilyen intézetek közül hazánkban, ahol nem csak nemesi származású, hanem polgári lányok is tanulhattak és évente hat szegényebb sorsú diák ingyen tanulhatott. Karacs Teréz elvállalta az igazgatónői kinevezést. Munkáját két férfi és két nő kolléga segítette. Az indulás nem volt könnyű; sok felszerelés hiányzott, ezért hozománya egy részét is feláldozta a nemes cél érdekében.
A szabadságharc alatt tanítványaival fehérneműket varrt a honvédeknek és gyűjtést rendezett a lakosság körében. Miskolci évei alatt 800-nál több leányt tanított.

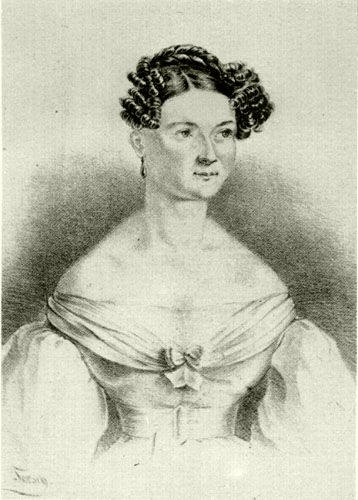
Karacs (1850)

Karacs Teréz egyetlen nőként részt vett az 1848. július 20-a és 24-e között megtartott tanügyi kongresszuson, amely a kor gyakorlatával ellentétben azt írta elő, hogy a tanítók és a tanítónők egyenlő javadalmazásban részesüljenek.
Tizenhárom Miskolcon töltött év után Kolozsvárra távozott, hogy ott vegye át a belvárosi elemi és felsőbb leányiskola igazgatását. Három év működés után 1862-ben lemondott anyagi nehézségek miatt, de a szülők kérésének engedve még egy évig maradt a városban, saját erejéből működtetve egy magánnevelő intézetet. Kolozsvári évei alatt 460 tanítványa volt. 
1863-tól Teleki Miksa lányainak nevelőnője volt Kendilónán, majd 1865 és 1877 között magántanárként dolgozott Pesten, nyelvet, történelmet és földrajzot tanítva. 1866-ban beválasztották a pesti református nőegylet bizottságába.
1877-től a kiskunhalasi református Felsőbb Leányiskola tanára volt, hol két unokahúga nevelőnőként dolgozott. Ebben az évben újra tollat ragadott és 31 év kihagyás után újra cikket jelentetett meg a fővárosi lapokban. Az apropót az adta, hogy Virág Benedek háza falán emléktáblát akartak elhelyezni, de vita támadt a halála időpontja felett. Ő személyes emlékeire hagyatkozva írta meg álláspontját. Ezután hasonló visszaemlékezéseket adott közre, többek között Fáy András, Vajda Péter, Döbrentei Gábor, Kalmár István vagy Táncsics Mihály.
Betegsége miatt (bal karja lebénult) 1885-ben Békésre költözött unokaöccséhez, Környey Lajos ügyvédhez. 80. születésnapját Budapesten, országos ünnepségek közepette rendezték meg. Élete utolsó évét csaknem teljesen ágyban töltötte, 1892-ben halt meg, a békési temetőben nyugszik.
Az 1840-es évek közepétől tartott fenn barátságot Leövey Klárával, aki bemutatta Teleki Blankának.
Tanítványai között tudhatta Arany János unokáját, Széll Piroskát. Teleki Blanka nővére, De Gerandóné közbenjárásával Lajos Fülöp francia király unokájának nevelőjéül is meghívták.

## Emlékezete
- Nevét Kiskunhalason, Veresegyházon és Veszprémben utca őrzi.
- Békésen általános iskolát neveztek el róla.
- Miskolcon 1985-től Leánykollégium viseli a nevét[8]
- Vácon 1989-ben róla nevezték el a középiskolai leánykollégiumot. Az intézmény 2011-ben megszűnt.[9]

## Munkái
1. Játékszíni terv. Színjáték öt felv. Pest, 1838.
2. Karacs Teréz összes munkái. Átvizsgálva összeszedte Takács Ádám. Miskolcz, 1853. Két kötet. Első kötet Második kötet
3. A régi magyar színészetről. Sajtó alá rendezte és jegyzetekkel ellátta Naményi Lajos, Arad, 1888. (Ism. Békésgyulai Hiradó 2. sz.)
4. Karacs Teréz művei. I. Beszélyek. Gyula. 1889. (Ism. Nemzeti Nőnevelés, Fővárosi Lapok 319. sz. Több nem jelent meg).

Kéziratban maradt írásai: Szerelem elvet győz, vígjáték 5 felvonásban, a Magyar Tudományos Akadémia költségén átnézett és irály tekintetében kijavított színműve a budai színház könyvtárában 1836-ban. 
Egy színdarabja: I. Lajos szerelme című Miskolcon az 1850-es évek elején színre is került, melyet a szabadságharc alatt nála bujdosó sógora főszereplésével mutattak be.